# Vlag van Viljandimaa

Vlag van Viljandimaa

De vlag van Viljandimaa, een provincie van Estland, bestaat net als alle vijftien andere Estische provincievlaggen uit twee even hoge banen van wit en groen met het provinciewapen op het midden van de witte baan. Groen staat voor de natuur in Estland. Ook toen werd gekozen voor een unieke en als zodanig direct herkenbare provincievlag. De vlag is, net als alle andere provincievlaggen, vastgelegd door toenmalig president Konstantin Päts: dit gebeurde op 26 augustus 1996. De hoogtelengte verhouding van de vlaggen is 7:11; bij een vlag van 105 bij 165 centimeter is de hoogte van het wapen 40 centimeter.
Het provinciewapen op het midden van de witte baan van de vlag bestaat uit een blauw schild met een witte naar links gewende havik, geel bewapend en houdende een wit zwaard met geel gevest; een groen borstschild met drie gele korenaren.
Al in 1929 ontworpen werd het wapen in 1937 gemodificeerd aangenomen – de adelaar werd een havik. De havik met zwaard van Limbutu staat voor de vrijheid verkregen door strijd. Het huidige Viljandimaa was onderdeel van de 13de-eeuwse provincie Sakala. Onder leiding van de legerhoofdman Limbutu uit Sakalamaa werden de Lijflandse Zwaardbroeders verslagen (1212). Het hartschild staat voor het landbouwgebied Muhlimaa in het zuiden.